# Копань Лариса Юріївна
Лари́са Ю́ріївна Копа́нь (нар. 30 вересня 1939, Запоріжжя) — українська письменниця, прозаїк, видавець. Член НСПУ (1980).

## Життєпис
У 1961 році закінчила факультет журналістики Київського університету. Відтоді працювала завідувачкою відділу інформації газети «Літературна Україна». У 1969—1975 роках — відповідальний секретар друкованих органів СПУ; 1975—1982 — старший редактор видавництва «Дніпро»; у 1982—1993 роках — відповідальний секретар, заступниця голови редакції журналу «Київ»; у 1993—1999 — директорка Видавничого дому «Києво-Могилянська академія»; від 1999 — генеральний директор видавництва «Пульсари».
У творчості звертається до образів науковців, винахідників; ставить гострі морально-етичні проблеми, досліджує співвідношення людського розуму i техногенної запрограмованості.

## Твори
- Орбіта: Роман. — К., 1980 (російський переклад — Москва, 1984).
- Пульсари: Науково-фантастичний роман. — К., 1983.
- Критична маса: Оповідання. — К., 1985.
- Для вузького кола: Роман. — К., 1989.

## Відзнаки
- Премія імені Дмитра Нитченка (2018)[4]